# Romeropampa
Romeropampa ist eine Ortschaft im Departamento La Paz im südamerikanischen Andenstaat Bolivien.

## Lage im Nahraum
Romeropampa ist der größte Ort des Cantóns Cosmini und liegt im Municipio Calamarca in der Provinz Aroma auf einer Höhe von 3936 m. Nördlich und südlich von Copata erstreckt sich die weite Ebene des bolivianischen Hochlandes, 10 km östlich der Ortschaft erheben sich die ersten Querriegel des Höhenzuges der Serranía de Sicasica.

## Geographie
Romeropampa liegt auf dem bolivianischen Altiplano zwischen den Anden-Gebirgsketten der Cordillera Occidental im Westen und der Cordillera Central im Osten. Das Klima der Region ist ein typisches Tageszeitenklima, bei dem die mittleren Durchschnittstemperaturen im Tagesverlauf stärker schwanken als im Jahresverlauf.
Die Jahresdurchschnittstemperatur der Region liegt bei knapp 9 °C, die Monatswerte schwanken nur unwesentlich zwischen 6 °C im Juli und 10 °C von November bis Februar (siehe Klimadiagramm Viacha). Der Jahresniederschlag beträgt etwa 600 mm, die Monate Mai bis August sind arid mit Monatsniederschlägen von weniger als 15 mm, in den Südsommer-Monaten Januar und Februar werden Monatsniederschläge von mehr als 100 mm gemessen.

## Verkehrsnetz
Romeropampa liegt in einer Entfernung von 61 Straßenkilometern südlich von La Paz, der Hauptstadt des Departamentos.
Von La Paz aus führt die asphaltierte Nationalstraße Ruta 2 in westlicher Richtung nach El Alto, von dort 39 Kilometer nach Süden die Ruta 1 über San Antonio de Senkata bis Vilaque Copata und weiter über Calamarca und Caracollo nach Oruro. In Vilaque Copata zweigt eine unbefestigte Nebenstraße in südwestlicher Richtung zu der sieben Kilometer entfernten Ortschaft Machacamarca ab. Drei Kilometer vor Machacamarca zweigt wiederum von dieser Verbindungsstraße eine untergeordnete Landstraße in südlicher Richtung nach Romeropampa ab.

## Bevölkerung
Die Einwohnerzahl in dem Dreifachort Cosmini/Vila Vila/Romeropampa war vor dem Jahrzehnt zwischen den beiden letzten Volkszählungen noch nicht genauer differenziert, ist in diesem Jahrzehnt aber auf mehr als das Doppelte angestiegen:
| Jahr | Einwohner         | Quelle       |
| ---- | ----------------- | ------------ |
| 1992 | keine Detaildaten | Volkszählung |
| 2001 | 377               | Volkszählung |
| 2012 | 243/139/312       | Volkszählung |
| 2024 |                   | Volkszählung |

Die Region weist einen hohen Anteil an Aymara-Bevölkerung auf, im Municipio Calamarca sprechen 95,7 Prozent der Bevölkerung Aymara.